# Cormontaigne (stacja metra)
Cormontaigne – stacja metra w Lille, położona na linii 2. Znajduje się w Lille, w dzielnicy Vauban Esquermes. Stacja obsługuje plac Cormontaigne.
Została oficjalnie otwarta 1 kwietnia 1989. 